# Andries de Graeff
Andries de Graeff (ur. 19 lutego 1611 w Amsterdamie, zm. 30 listopada 1678 tamże) – holenderski polityk, kawaler Świętego Cesarstwa Rzymskiego (niderl. ridder van het Heilige Roomse Rijk).

## Życiorys
Był najstarszym dzieckiem regenta Jacoba Dircksz de Graeff i Aeltje Boelens Loen. De Graeff studiował prawo kanoniczne i prawo rzymskie w Poitiers. Między 1652 i 1657 rokiem Andries de Graeff pracował jako radca w ministerstwie finansów w Hadze. Od roku 1657 De Graeff sprawował funkcję wielkiego regenta i burmistrza Amsterdamu. Wraz ze swym bratem Cornelisem de Graeff i bratankiem Johanem de Witt przejął władzę w aparacie administracyjnym Niderlandów w Amsterdamie. Prowadził politykę profrancuską, sprzeciwiał się wpływom dynastii Orańskiej-Nassau. Stał na czele szlachecko-mieszczańskiego stronnictwa republikańskiego. De Graeff utracił swoje funkcje polityczne w roku 1672, w czasie Rampjaar.